# Andrea Mátay
Andrea Mátay, po mężu Erős (ur. 27 września 1955 w Budapeszcie) – węgierska lekkoatletka, skoczkini wzwyż.
Międzynarodową karierę zaczęła w 1973: zajęła 5. miejsce w halowych mistrzostwach Europy oraz była 4. podczas mistrzostw Europy juniorów. W 1979 trzykrotnie ustanawiała halowe rekordy świata: 31 stycznia w Budapeszcie uzyskała 1,95 m (wyrównując rezultat Rosemarie Ackermann i Sary Simeoni), zaś 17 lutego także w stolicy Węgier skoczyła najpierw 1,96 m zostając samodzielną rekordzistką globu, a po chwili poprawiła i ten rezultat skokiem na 1,98 m. 3 lata później rekord Węgierki poprawiła o jeden centymetr Kanadyjka Debbie Brill. Jej rekord życiowy w skoku wzwyż na stadionie jest o 4 centymetry gorszy do tego z hali, Mátay w latach 1976–79 siedmiokrotnie ustanawiała rekord Węgier na stadionie (od 1,87 do 1,94 m)  Kilkunastokrotna mistrzyni kraju. Reprezentantka Węgier w pucharze Europy.
Jej córka – Enikõ Erõs także uprawia lekkoatletykę.

## Osiągnięcia
- złoty medal halowych mistrzostw Europy (Wiedeń 1979)
- złoto Uniwersjady (Meksyk 1979)[9]
- srebrny medal halowych mistrzostw Europy (Sindelfingen 1980)

Dwukrotna olimpijka – 9. zawodniczka igrzysk w Montrealu (1976), w 1980  podczas igrzysk olimpijskich w Moskwie zajęła 10. lokatę w finałowym konkursie skoku wzwyż.

## Rekordy życiowe
- skok wzwyż (stadion) – 1,94 m (1979)
- skok wzwyż (hala) – 1,98 m (1979)